# 王中刚
王中刚（1934年7月—2023年2月24日），男，上海人，中华人民共和国地球化学家、政治人物，中国科学院地球化学研究所研究员，曾任贵州省政协副主席，第八届全国政协委员。